# Habrodera
Habrodera es un género de coleópteros adéfagos de la familia Carabidae.

## Especies
Contiene las siguientes especies:
- Habrodera capensis (Linnaeus, 1764)
- Habrodera leucoptera (Dejean, 1831)
- Habrodera nilotica (Dejean, 1825)
- Habrodera nitidula (Dejean, 1825)
- Habrodera owas (Bates, 1878)
- Habrodera truncatilabris (Fairmaire, 1897)